# 劍潭詩魂
劍潭詩魂，又稱劍潭女鬼，是台灣民間傳說中出現在劍潭寺附近、能夠吟詩的文人女鬼。是當地有名的傳說。

## 傳說
劍潭詩魂經常於夜晚四下無人的時候出現在劍潭寺的庭院裡，看著天上的月亮吟詩，聲音相當哀傷，如果有人靠近的話就會逃走消失。
傳說在過去有書生在那裡讀書時看到她，想要上前關心，但對方卻離開了寺廟並消失在附近的基隆河畔，書生詢問當地其他人後發現附近並沒有能識字的婦女，倒是幾年前有個擅長文墨的官員妻子死後被葬在附近，她的靈魂經常在出現、讓人不敢靠近，書生這才驚覺自己是遇到鬼。

## 其他傳說
在後來的其他版本中，劍潭詩魂並不是官員的妻子，而是女兒，因為父親官場失意又有病在身而住在劍潭寺中，最後去世；也有書生知道她的經歷後感嘆人世無常而退隱山中的結局。

## 現代研究
關於不同傳說版本中對劍潭詩魂的身分的不同解釋，有人認為這是因為劍潭詩魂的傳說比起一般的鬼故事更類似文人雅士間的想像，比起婦人、尚未出嫁的年輕女性對他們更有吸引力，所以被改寫成女兒。